# Lieske (Neu-Seeland)
Lieske, niedersorbisch Lěska, ist ein zum Ortsteil Bahnsdorf gehörender Gemeindeteil der Gemeinde Neu-Seeland im Landkreis Oberspreewald-Lausitz in Brandenburg. Bis zur Eingemeindung nach Bahnsdorf am 1. Juni 1974 war Lieske eine eigenständige Gemeinde.

## Geografische Lage
Der Ort liegt in der Niederlausitz am Sedlitzer See, rund neun Kilometer östlich von Großräschen und 16 Kilometer westlich von Spremberg. Die Gemarkung grenzt im Norden an Bahnsdorf, im Nordosten an Welzow, im Osten an Proschim, im Südosten an Klein Partwitz und im Südwesten an Sedlitz.

## Geschichte

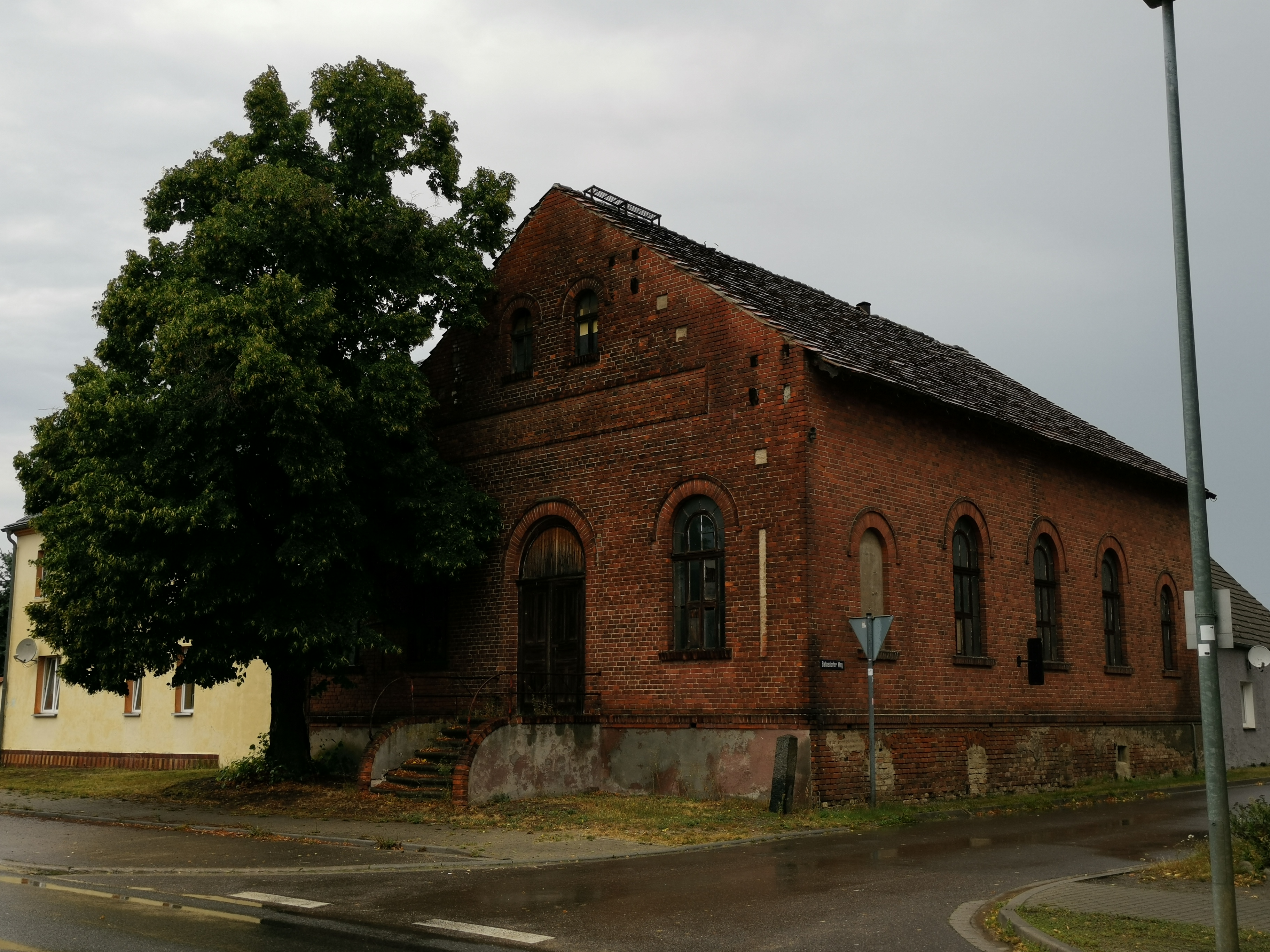
Historisches Gebäude im Ortszentrum

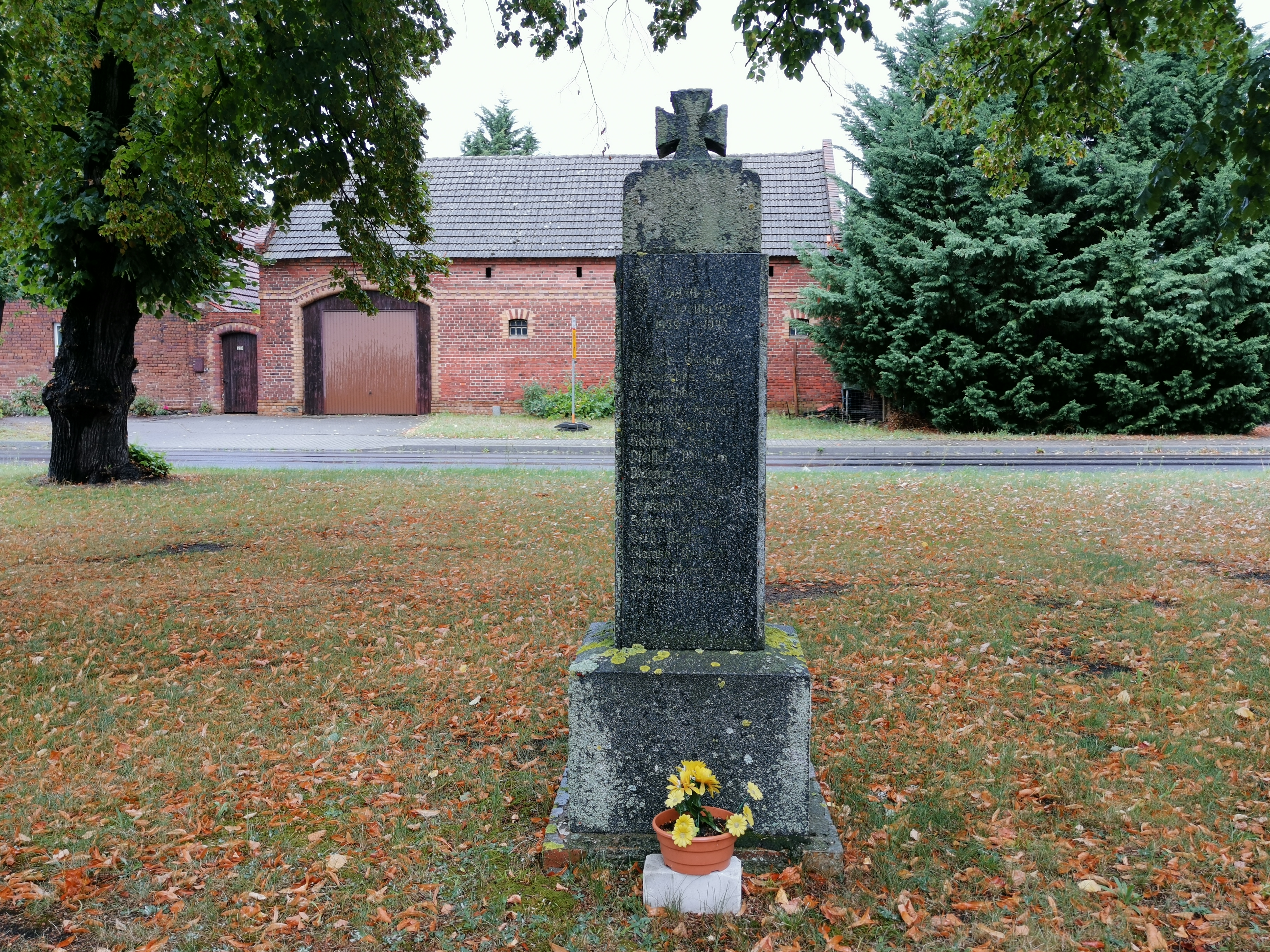
Kriegerdenkmal, im Hintergrund ein denkmalgeschütztes Gehöft

Lieske wurde im Jahr 1474 erstmals urkundlich Namen als Leszk erwähnt. Es war als Straßendorf angelegt. Das Dorf gehörte seit dem 15. Jahrhundert zur Herrschaft Senftenberg. Die Bauern aus Lieske waren genau wie die Bauern aus Meuro, Klettwitz und Sorno zu Diensten im Amt Senftenberg verpflichtet. Sie mussten Mist aus den Schafställen in die Weinberge des Amtes transportieren. Diese befanden sich in der sogenannten Hörlitzer Flur.
Zwischen den Jahren 1962 und 1967 kam es zu einem Teilortsabbruch durch den Tagebau Sedlitz. 35 Bewohner mussten umgesiedelt werden. Zum 1. Juni 1974 wurde Lieske in den Ort Bahnsdorf eingegliedert.
Nach der deutschen Wiedervereinigung wurden Organisationsstrukturen und vieles andere geändert. Die Gemeindegebietsreform vom 1. Februar 2002 führte zur Bildung der Gemeinde Neu-Seeland aus den bis dahin eigenständigen Gemeinden Lindchen, Lubochow und Ressen sowie Bahnsdorf mit der Ortslage Lieske.

## Einwohnerentwicklung
| Einwohnerentwicklung in Lieske von 1875 bis 1971 | Einwohnerentwicklung in Lieske von 1875 bis 1971 | Einwohnerentwicklung in Lieske von 1875 bis 1971 | Einwohnerentwicklung in Lieske von 1875 bis 1971 |
| Jahr                                             | Einwohner                                        | Jahr                                             | Einwohner                                        |
| ------------------------------------------------ | ------------------------------------------------ | ------------------------------------------------ | ------------------------------------------------ |
| 1875                                             | 240                                              | 1890                                             | 255                                              |
| 1910                                             | 271                                              | 1925                                             | 279                                              |
| 1933                                             | 252                                              | 1939                                             | 263                                              |
| 1946                                             | 321                                              | 1950                                             | 315                                              |
| 1964                                             | 256                                              | 1971                                             | 225                                              |

Im Jahre 1880 waren 96,1 Prozent der Einwohner Sorben, im Jahre 1956 waren nur noch 0,3 Prozent des Sorbischen kundig.

## Sehenswürdigkeiten

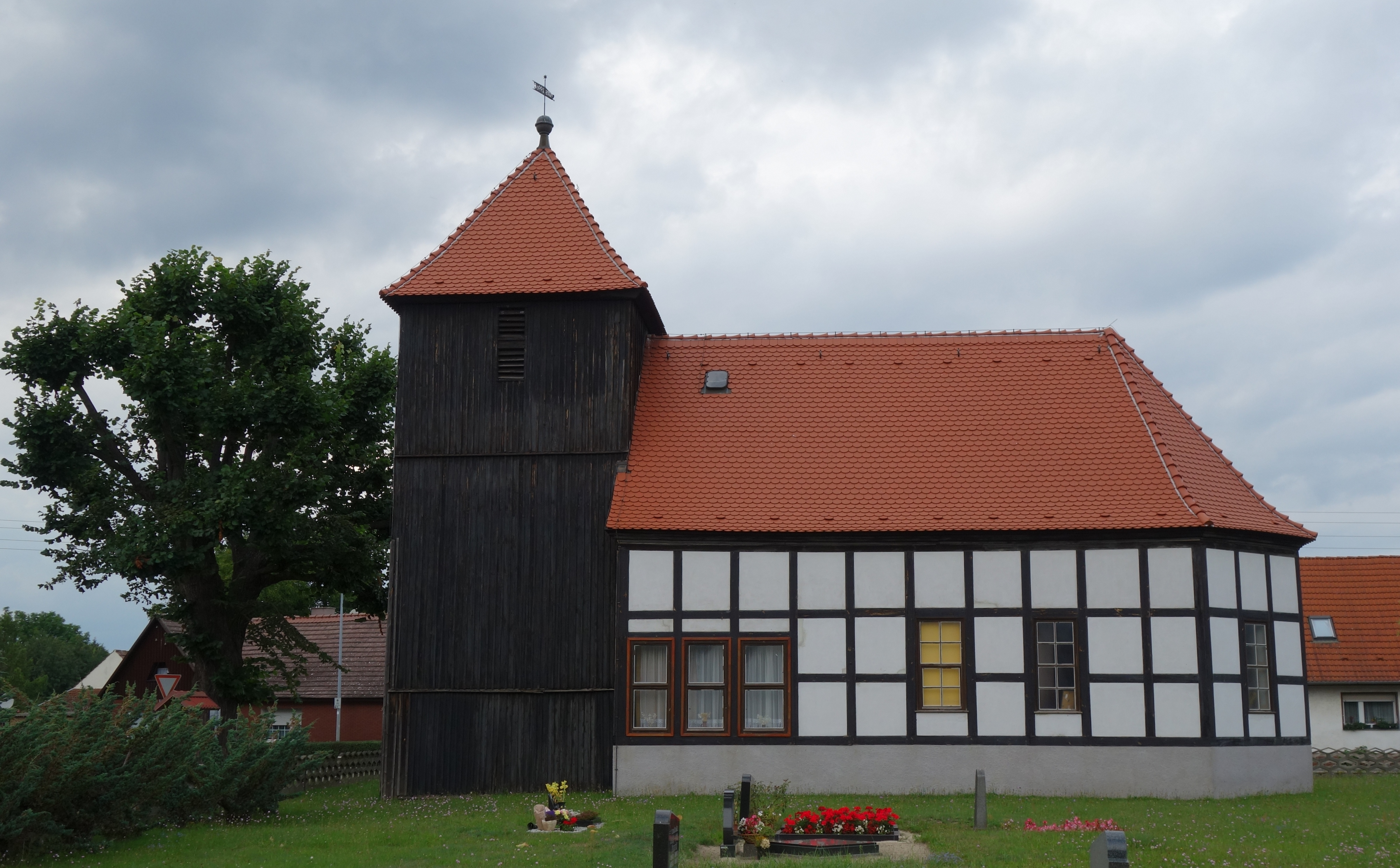
Dorfkirche Lieske

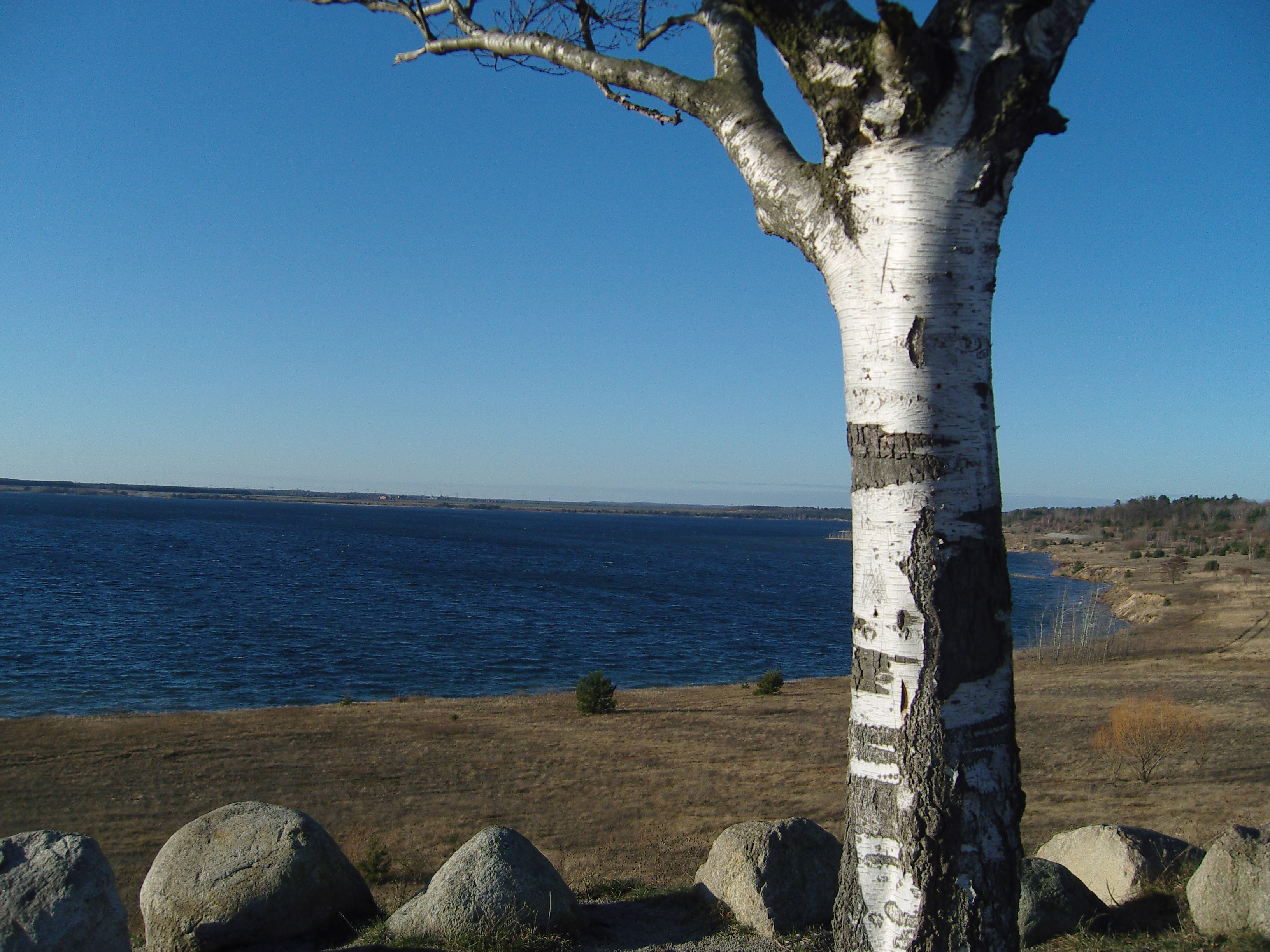
Aussichtspunkt

- Die Dorfkirche Lieske ist eine Fachwerkkirche aus dem Jahr 1750. Zur Kirchenausstattung gehörte ursprünglich ein Altarretabel aus dem Jahr 1695, von dem jedoch nur noch das Altarblatt mit der Kreuzigung Christi sowie die Predella mit dem Abendmahl Jesu vorhanden sind. Im Kirchenschiff häng außerdem ein Taufengel aus der Mitte des 18. Jahrhunderts.
- Das Bauerngehöft in der Dorfstraße 30 steht unter Denkmalschutz
- Auf dem Dorfanger erinnert ein Kriegerdenkmal an die Gefallenen des Ersten Weltkrieges.
- Am Ortsausgang Lieskes gibt es einen Aussichtspunkt am Sedlitzer See.
- Ein zu Beginn des 18. Jahrhunderts errichtetes Blockhaus-Schulgebäude in Blockbauweise entstand aus geschroteten Baumstämmen, also aus Holzbalken, die händisch mit einer Schrotsäge hergestellt worden waren. In den 2010er und 2020er Jahren sorgte der Förderverein Heimathof für die Restaurierung dieses Kulturdenkmals. Dafür verlieh die Brandenburgische Landesregierung dem gemeinnützigen Verein den mit 4.000 Euro dotierten Landesdenkmalpflegepreis.[3]

## Verkehr
Lieske liegt an der Bundesstraße 156. Der Ort lag an der ehemaligen Bahnstrecke Knappenrode–Sornoer Buden. Das Bahnhofsgebäude ist noch vorhanden.

## Persönlichkeiten
Der sorbisch-deutsche Maler Carl Noack (1873–1959) wurde am 28. November 1873 in Lieske geboren.